# Martianus Capella
Martianus Minneus Felix Capella a fost un scriitor roman păgân din Antichitatea Târzie (care a trăit în jurul anului 400 d.Hr.), unul dintre primii promotori ai sistemului artelor liberale.
A avut contribuții și în domeniul astronomiei și matematicii.
A comentat "Elementele" lui Euclid și i-a adus elogii.
A susținut că Mercur și Venus nu se rotesc în jurul Pământului, ci în jurul Soarelui.
A reprezentat aritmetica prin mistica numerelor.
Cea mai valoroasă operă a sa este: Quod Tellus non sit centrum omnibus planetis.